# Philipp Melanchthon
Philipp Melanchthon, egentlig Philipp Schwarzerd (græsk μέλας = sort dvs. på tysk schwarz, og χθών = jord dvs. Erde),  (født 16. februar 1497, Bretten, Baden, Tyskland, død 19. april 1560, Wittenberg) var en tysk reformatorisk teolog og forfatter, som arbejdede tæt sammen med Martin Luther.
Melanchthon studerede i Heidelberg og Tübingen, blandt andet hos Johannes Reuchlin, og blev 1518 kaldet til et professorat i græsk ved universitetet i Wittenberg, hvor han fra 1519 også underviste ved det teologiske fakultet.
Luther vandt ham snart for reformationen, og 1521 publicerede Melanchthon det første evangelisk-dogmatiske værk, Loci Communes om de kristne hovedbegreber i 11 afsnit: Loci communes rerum theologicarum.
Melanchthon skrev også Den augsburgske bekendelse, Confessio Augustana fra 1530 og andre reformatoriske bekendelsesskrifter.
Melanchthons virksomhed som kirke- og uddannelsesreformator gav ham tilnavnet Praeceptor Germaniae, "Tysklands lærer". Blandt andet opbyggede han det evangeliske system af tyske Landeskirchen – kirker for de enkelte Länder, små og større fyrstedømmer, som Tyskland dengang var opdelt i – og reformerede Wittenbergs universitet og andre tyske universiteter og latinskoler. Til dette formål skrev han aristotelisk orienterede lærebøger i logik, retorik, psykologi, etik og fysik. 
Melanchthon var ikke helt enig med Luther i alle teologiske og politiske spørgsmål, men han bestræbte sig på at de fremvoksende konfessioner skulle nærme sig hinanden. Melanchthon havde for eksempel et lysere menneskesyn end Luther og mente til forskel fra ham, at Gud og mennesket virker sammen om frelsen.

## Billeder med tilknytning til Philipp Melanchthon
- Loci_Communes om de kristne hovedbegreber fra 1521
- Melanchthon-huset i Bretten, Melanchthons fødeby
- Philipp Melanchthons grav